# Piotr Czapla
Piotr Czapla (ur. 17 maja 1868 w Sielcu, zm. 6 maja 1928 we Włocławku) – polski duchowny rzymskokatolicki, teolog, profesor i rektor Wyższego Seminarium Duchownego we Włocławku.
Szkołę średnią ukończył w Częstochowie. Po studiach teologicznych w Seminarium Duchownym we Włocławku przyjął w 1893 święcenia kapłańskie. Następnie był wikariuszem a potem administratorem parafii w Lubieniu Kujawskim i proboszczem w Błennej. W latach 1900–1904 odbył w Innsbrucku studia teologiczne uwieńczone doktoratem. Po powrocie do Polski został mianowany przez bp. Stanisława Zdzitowieckiego profesorem i ojcem duchownym Seminarium Duchownego we Włocławku. Wykładał teologię fundamentalną i moralną, a później także teologię pastoralną, ascetyczną i mistyczną. Prowadził dla alumnów dni skupienia, organizował tercjarstwo i stowarzyszenia abstynenckie. We Włocławku i okolicy zyskał sławę jako dobry spowiednik. W latach 1912–1916 był proboszczem parafii św. Mikołaja w Sadlnie. W 1918 został członkiem kapituły katedralnej. Od 1925 do śmierci pełnił funkcję rektora seminarium i w 1927 uzyskał dla niego prawa szkoły wyższej.
Był pierwszym redaktorem „Kroniki Diecezji Kujawsko-Kaliskiej”, przyczynił się do wznowienia w 1925 „Ateneum Kapłańskiego”. Publikował artykuły z teologii moralnej i pastoralnej w „Ateneum Kapłańskim”, „Kronice Diecezji Kujawsko-Kaliskiej” i „Wiadomościach Pasterskich”, a także w Podręcznej encyklopedii kościelnej. Głównym jego dziełem są Ogólne zasady duszpasterstwa (Włocławek, 1919).